# Hóa chất DOC

2,5-dimetoxy-4-chloroamphetamine (DOC)

Hóa chất DOC hay chất 2,5-dimetoxy-4-chloroamphetamine là một loại thuốc ảo giác của hợp chất phenethylamine  và amphetamine. Chất này không được con người biết đến trước năm 1991. DOC được nhắc đến lần đầu tiên trong cuốn sách PiHKAL (A Chemical Love Story) là một cuốn sách của Tiến sĩ Alexander Shulgin được xuất bản vào năm 1991.  Trong thời hiện đại, nó được sử dụng như một loại thuốc giải trí, hiếm khi được bán và hầu như chỉ là một chất hóa học nghiên cứu.

## Tác dụng
Không giống như các chất kích thích đơn giản, DOC được coi là một chất hóa học ảnh hưởng đến quá trình nhận thức của não bộ. Chất này có các tác dụng mạnh ngay cả khi mở mắt và nhắm mắt, có tác dụng nâng cao nhận thức của âm thanh, chuyển động và gây sự hưng phấn.

## Liều dùng
Liều dùng trung bình của chất DOC trong khoảng 0,5-7,0 mg.  Thuốc có tác dụng trong 1-3 giờ, cao điểm có thể lên đến 4-8 giờ, và tác dụng giảm dần với sự kích thích dư âm trong khoảng 9-20 giờ. Hiệu ứng cũng có thể kéo dài đến ngày hôm sau.

## Nguy hiểm
Độc tính của DOC là chưa được nghiên cứu kỹ và chưa được biết đến nhiều, nhưng nó có thể gây ra các triệu chứng như buồn nôn, đau ngực, co mạch. Vào tháng 4 năm 2013, một trường hợp tử vong do DOC đã được báo cáo. 

## Bị cấm
Hóa chất DOC nằm trong danh sách các hóa chất bị cấm như là một loại chất gây nguy hiểm cho sức khỏe ở một số nước. Tại Việt Nam và một số nước, ngoại trừ một số trường hợp thì hóa chất DOC được liệt kê vào danh sách hóa chất bị cấm sản xuất dựa theo Công ước cấm phát triển, sản xuất, tàng trữ, sử dụng và phá hủy vũ khí hóa học.